# Tarzan Finds a Son!

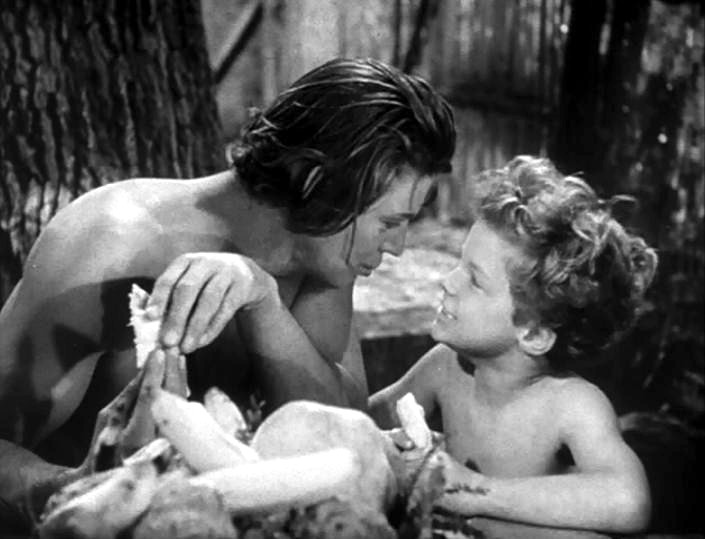
Johnny Weissmuller en Johnny Sheffield in Tarzan Finds a Son!

Tarzan Finds a Son! is een Amerikaanse avonturenfilm uit 1939, geregisseerd door Richard Thorpe. Het was de vierde Tarzan-film van MGM, en tevens de vierde film met Johnny Weissmuller in de hoofdrol.

## Verhaal
Een vliegtuig dat van Kaapstad op weg is naar een niet nader omschreven bestemming, stort neer in de jungle. De enige overlevende is een baby. De baby wordt gevonden door Cheeta, en meegenomen naar Tarzan. Tarzan en Jane besluiten het kind te adopteren en noemen hem "Boy".
Vijf jaar later arriveert een expeditieteam in de jungle op zoek naar Boy. Dit omdat hij net als Tarzan afkomstig is uit een welgestelde familie, en erfgenaam van een fortuin. Jane besluit de expeditie te helpen daar ze graag wil dat Boy in de beschaafde wereld kan opgroeien. Dit tegen de wens van Tarzan.

## Rolverdeling
| Acteur             | Personage            | Opmerkingen        |
| ------------------ | -------------------- | ------------------ |
| Johnny Weissmuller | Tarzan               |                    |
| Maureen O'Sullivan | Jane Parker          |                    |
| Johnny Sheffield   | Boy                  | als John Sheffield |
| Ian Hunter         | Mr. Austin Lancing   |                    |
| Henry Stephenson   | Sir Thomas Lancing   |                    |
| Frieda Inescort    | Mrs. Lancing         |                    |
| Henry Wilcoxon     | Mr. 'Sandee' Sande   |                    |
| Laraine Day        | Mrs. Richard Lancing |                    |
| Morton Lowry       | Mr. Richard Lancing  |                    |

## Achtergrond
De reden dat Tarzan en Jane Boy vinden en niet zelf een kind krijgen was omdat de producers dat ongepast vonden daar Tarzan en Jane niet officieel waren getrouwd. In de boeken van Burroughs waren ze dat wél en kregen ze samen langs de natuurlijke weg zoon Korak.